# Clear Creek County
Clear Creek County is een county in de Amerikaanse staat Colorado.
De county heeft een landoppervlakte van 1.024 km² en telt 9.322 inwoners (volkstelling 2000). De hoofdplaats is Georgetown.
In de county bevindt zich Mount Evans.

## Bevolkingsontwikkeling

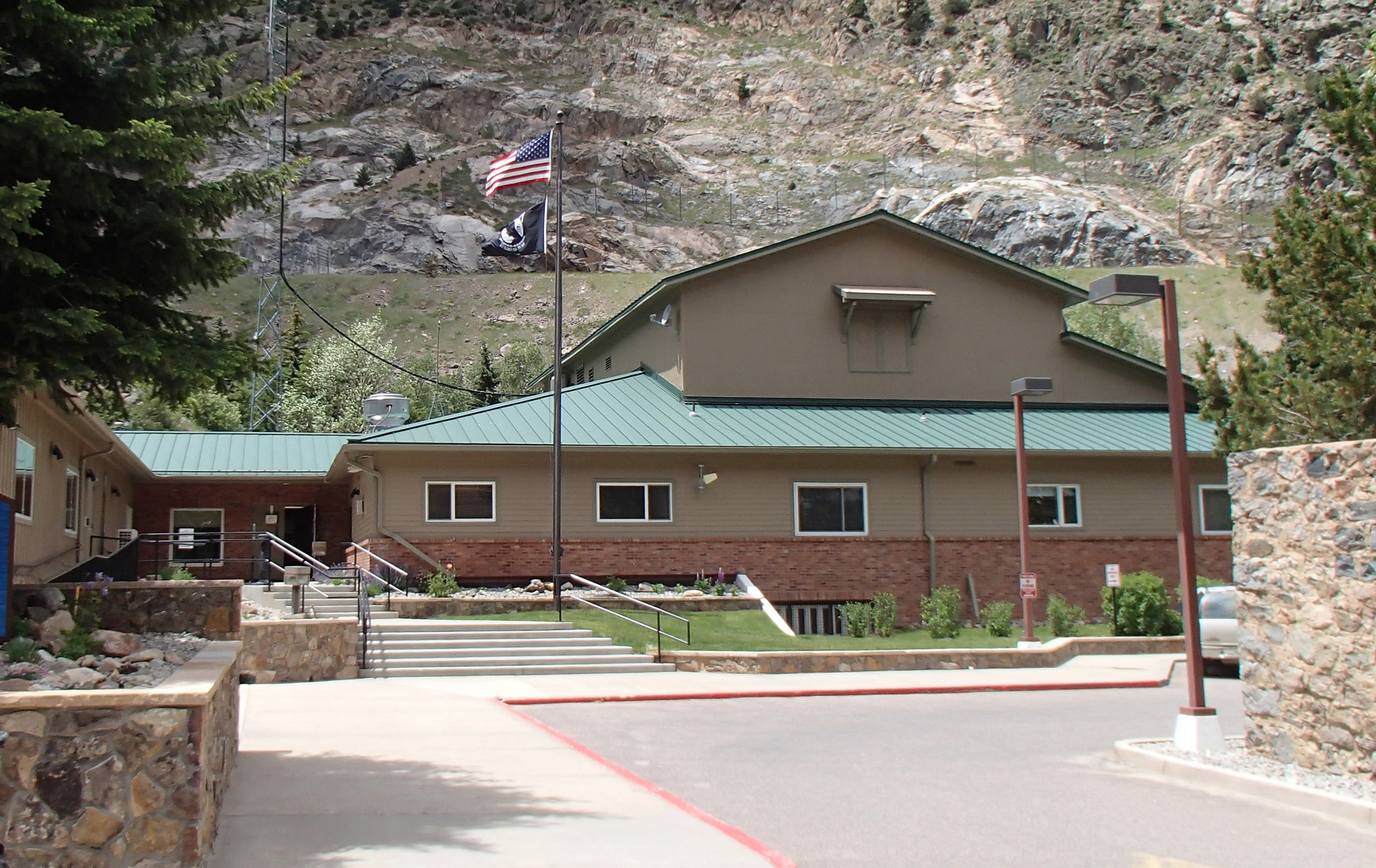
Clear Creek County Courthouse